# Synema pichoni
Synema pichoni là một loài nhện trong họ Thomisidae.
Loài này thuộc chi Synema. Synema pichoni được Ehrenfried Schenkel-Haas miêu tả năm 1963.